# Petroica encaputxada
El petroica encaputxada (Melanodryas cucullata) és un ocell de la família dels petròicids (Petroicidae).

## Hàbitat i distribució
Habita el bosc obert i sabanes d'Austràlia, a excepció del nord-est de Queensland, costa de Nova Gal·les del Sud i Tasmània.